# غريت ريتر هاسل
غريت بيريت ريتر هاسل (بالنرويجية البوكمول: Grethe Rytter Hasle)‏ (مواليد 3 يناير 1920- توفيت 9 نوفمبر 2013) هي عالمة نرويجية متخصصة في علم العوالق، وهي من أساتذة العلوم الطبيعية الأوائل في جامعة أوسلو إذ تخصصت في دراسة العوالق النباتية.

## حياتها الشخصية
وُلدت هاسل في قرية بورى التابعة لبلدية هورتن النرويجية. كان والدها يعمل صانعاً للسفن ويدعى يوهان كريستيان ريتر (1890-1966)، ووالدتها تدعى نيكولين أولافا نيلسن (1885-1976). تزوجت هاسل من هانز مارتن هاسل وأخذت لقبه وقد توفي عام 1971. كانت تقيم في إيكبرج في مقاطعة آكرشوس، وتوفيت في 9 نوفمبر عام 2013.

## عملها المهني
تخرجت من كلية المعلمين في جامعة إلفيروم في عام 1942، وتخرجت من جامعة أوسلو في عام 1949، وكان أول منشوراتها بعنوان «الانجذاب العمودي عند دوّامي السياط البحرية». نالت إجازة دكتور في الفلسفة على أطروحتها حول «تحليل العوالق النباتية في الجزء الجنوبي للمحيط الهادئ» في عام 1968.
عُيِّنت هاسل مُحاضِرة في جامعة أوسلو في عام 1961 ثم عملت أستاذة في علم النبات البحري من عام 1977 إلى عام 1990، وكانت ثالث أستاذة امرأة في كلية الرياضيات والعلوم الطبيعية، وأدخلت إلى الأكاديمية النرويجية للعلوم والآداب في عام 1980 بصفتها الباحثة الوحيدة في ذلك الوقت التي تمثل العلوم الطبيعية. كانت أيضًا باحثة زائرة في جامعة تكساس إيه آند إم خلال الفترة من عام 1968 حتى عام 1969.
تُعرف هاسل بشكل خاص بدراساتها المتخصصة بالعوالق النباتية بصورة عامة، وعلى وجه التحديد طائفة الطحالب العصوية. سُمي أحد أنواع الطحالب العصوية من جنس هاسلي باسمها. وهي معروفة أيضًا بعملها على مراجعة التصنيف المورفولوجي لأجناس ثالاسيوسيرا ونيتسكيا وفراجيلاريوبسيس.
كُرِّمت هاسل بجائزة فيستشريفت للكتاب التذكاري بمناسبة عيد ميلادها السبعين، وحصلت على جائزة التميز من الجمعية الأمريكية لعلم الطحالب عام 2000 وجائزة ياسوموتو لإنجاز العمر من الجمعية الدولية لدراسة الطحالب الضارة في عام 2003. يُستخدم اسم العالمة (هاسل) اختصارًا للإشارة إليها كمؤلفة عند الاستشهاد بالأسماء النباتية المتعلقة.